# Vesterborg Sogn
Vesterborg Sogn 
ist eine Kirchspielsgemeinde (dän.: Sogn)
auf der Insel Lolland im südlichen Dänemark.
Bis 1970 gehörte sie zur Harde Lollands Nørre Herred im damaligen Maribo Amt, danach zur Højreby Kommune im Storstrøms Amt, die im Zuge der Kommunalreform zum 1. Januar 2007 in der Lolland Kommune in der Region Sjælland aufgegangen ist.
Im Kirchspiel leben 347 Einwohner (Stand: 1. Januar 2023).
Im Kirchspiel liegt die Kirche „Vesterborg Kirke“.
Nachbargemeinden sind im Norden Nøbbet Sogn, im Osten Birket Sogn, im Südosten Stokkemarke Sogn, im Südwesten Halsted Sogn und im Nordwesten Horslunde Sogn.

## Bilder

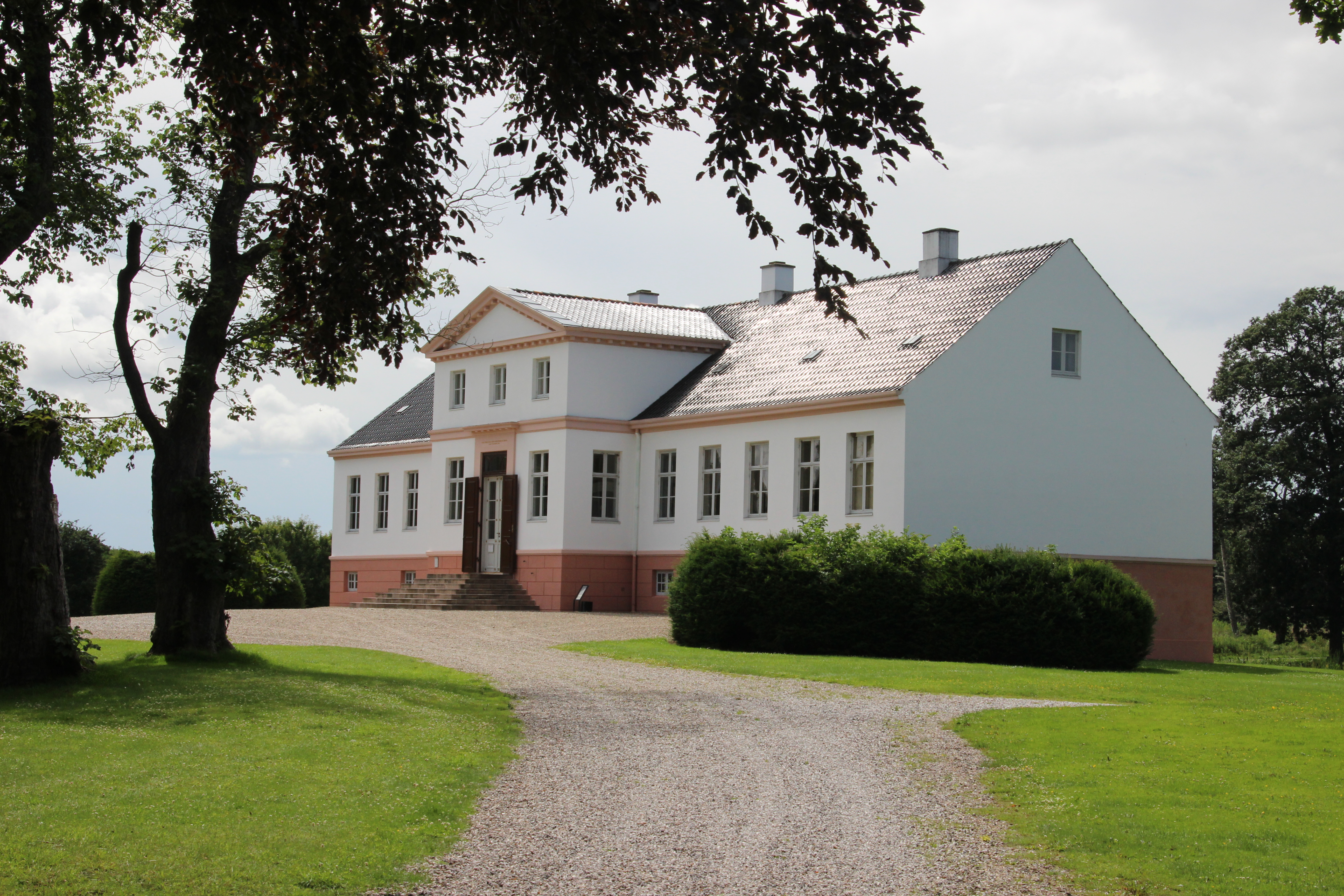
Gutshaus Pederstrup